# 黃春生 (台灣)
黃春生（1966年3月9日—），台灣基督長老教會牧師，現任濟南基督長老教會主任牧師。

## 經歷
- 台灣基督長老教會大安教會青年團契會長
- 台灣基督長老教會台北中會重新教會主任牧師（2000～2015）
- 台灣基督長老教會七星中會濟南教會主任牧師（2015～）
- 台灣神學院兼任講師（主授：教會行政與事工。2001～）
- 國際讀經會台灣總會編輯委員（2001～）
- 台灣神學院董事兼書記（2003～）
- 全球華美福音基金會副會長（GCAE, U.S.A.，2003～）
- 財團法人臺灣基督長老教會馬偕紀念社會事業基金會馬偕紀念醫院董事長（第16屆）
- 馬偕學校財團法人董事（馬偕醫學院、馬偕醫護管理專科學校）
- 台灣基督長老教會七星中會議長（2021）[6]
- 真理大學董事
- 台灣民間支援香港協會發起人、常務理事、執行理事
- 社團法人台灣南與北全人發展協會理事長
- 社團法人台北市松年福祉會（玉蘭莊）理事長[7]
- 社團法人台灣厝邊有愛關懷協會理事長
- 社團法人台灣婦女展業協會理事長
- 財團法人臺北市松年長春社會福利基金會董事長

## 新聞事件

### 青鳥行動
2024年5月21日，在反立法院擴權運動（青鳥行動）中，黃春生牧師以「人民聲音反映上帝聲音」（Vox Populi, Vox Dei.）向參加晚禱的年輕人與民眾講道。

### 使用中國製造水冷扇
2024年6月21日，有民眾發現濟南教會使用的水冷扇為中國製造並質問黃春生，黃則回應「就像錢或土地所生產的都是中性，看使用它的人是用於善良或邪惡」。

## 外部連結
- 黃春生的Facebook專頁
- 黃春生的Facebook專頁